# OMÁV 26
Az Osztrák–Magyar Államvasút-Társaság (OMÁV) 26 sorozata egy osztrák-magyar gőzmozdonytípus volt, melynek két példánya utóbb a MÁV állagába került 227 sorozatjellel.

## Létrejötte
Az Osztrák–Magyar Államvasút-Társaság síkvidéki vonalain közlekedő gyorsvonatainak továbbítására a kkStB-hez hasonlóan kompaund gépezetű 2'B tengelyelrendezésű mozdonyok beszerzését tervezte. Az 1897-ben forgalomba állított Ie osztályú 144 pályaszámú, (később 2501 sorozatjellel és pályaszámmal jelölt) háromhengeres kompaund 2'B-mozdonnyal azonban kedvezőtlen tapasztalatokat szereztek. Ezért ugyanilyen tengelyelrendezéssel kéthengerű telített gőzű ikergépezetű mozdonyok beszerzését határozta el. A harmadik henger és a belső gépezet elhagyásával megtakarított tömeget pedig új, nagyméretű és teljesítőképességű kazán alkalmazására kívánták felhasználni. A társaság gépgyárában 1900-ban készült el a típus első példánya, mely a 26 sorozatjelet és a 2601 pályaszámot kapta. A típus az Monarchiában ekkor kötelező módon hadijelet is kapott, mely   {\displaystyle {\tfrac {\mathrm {II\ 250} }{\mathrm {B} _{2}}}}  lett. A mozdony szolgálati tömege a nagyméretű kazán miatt a könnyítések ellenére közel mozgott ahhoz a határhoz, melyet 14,5 tonnás tömeglimit mellett négy tengelyen egyáltalán el lehetett helyezni. A vezető futóforgóváz tengelyeire így is szokatlanul nagy tömeg – az első futótengelyre 13,2, a másodikra pedig még a kapcsolt tengelyekénél is nagyobb, 14,25 t –  jutott.

## Szerkezete
A 26 sorozatú mozdonyok tehát belső keretes, 2'B tengelyelrendezésű, azaz két, a keretbe ágyazott kapcsolt kerékpárral és előttük két, forgóvázba ágyazott futókerékpárral készült kéthengeres ikergépezetű, szerkocsis gőzmozdonyok voltak.

### Kazán
A mozdonyok a futómű méreteihez viszonyítva hatalmas méretű kazánnal készültek. A porosz-, más néven Becker-rendszerű állókazánt a keretek fölé emelve, de a hátsó két kapcsolt tengely kerekei között helyezték el. A rostély felülete elérte a 3,1 m²-t. Az 1,45 m belső átmérőjű hosszkazánt három, folytvas lemezekből álló övből szegecselték össze; a tengelye (középvonala) a sínkorona fölött 2,6 m magasan található. A kazánt a szokásos módon a füstszekrény alatt, a füstszekrénytartónál rögzítették a kerethez, így hátrafelé dilatálhatott. A minél nagyobb gőztér és a hengerek vízrántásának elkerülése érdekében az első és harmadik kazánövre is egy-egy nagy méretű gőzdóm került melyeket egy vízszintes cső kötött össze. A kazánba 231 darab 46,5/52 mm átmérőjű folytvas tűzcsövet építettek. A tűzcsövek hossza 4,6 m volt. A füstszekrényben helyezték el az amerikai rendszerű szikrafogót, a füstszekrényen pedig a Prüssmann-rendszerű kéményt. A gőzfúvó „békaszáj” kivitelű volt. A kazánt 2 db Friedmann-rendszerű frissgőz-lövettyű táplálta vízzel. Az első gőzdóm két oldalára egy-egy Coale-rendszerű közvetlen rugóterhelésű, tetejére pedig 2 db közvetett terhelésű rugómérleges biztonsági szelepet szereltek. Az elülső gőzdómban helyezték el a a függőleges tolattyútükörrel készült egyszerű síktolattyús gőzszabályzót, melynek szabályozó rudazatát a kazánon kívül vezették el.

### Gépezet
A két, kereten kívül elhelyezett gőzhenger kialakítása megegyezett az előd Ie osztályú mozdony két külső, kisnyomású gőzhengerével, furatuk azonban 490 mm-re csökkent. a korábban készült mozdonyoknál alkalmazottal azonos módon a kapcsolt kerékpárok közül az elsőt hajtotta. A kompaund mozdonyoknál megszokott módon a nagynyomású hengert a keret jobb, míg a kisnyomásút a bal oldalára szerelték. A jobb oldali gőzhengert függőleges tengelyű beömlőcső kötötte össze a gőzszabályzóval. A dugattyúrúd átmenő rendszerű volt. A keresztfejek kétvezetékesek voltak, a keresztfejeket az előd Ie osztályú mozdonyéhoz haszonló masszív pótkeretek tartották. A hajtó- és csatlórudak I alakú keresztmetszettel készültek.
A gőzhengerek üresjárati munkájának (ellenállásának) csökkentésére a kisnyomású hengerre légszeleppel (ún. Ricour-szeleppel) kombinált, nyomásredukáló szelepet szereltek.
A gőzhengerek külső beömlésű kagylós tolattyúkkal készültek, melyeket ellenforgattyús Heusinger–Walschaert-rendszerű vezérművek szabályoztak.  Az ellenforgattyú előremenetben a forgattyút közel 90°-kal megelőzi, más szóval a forgattyúhoz képest előre sietőként ékelték föl.  A kormányvonórudat emeltyűvel kombinált kormánycsavarral szabályozták.

### Keret,futómű és mozdonysátor
A mozdony futóműve is az előd Ie osztályú mozdonyét követte. Előli futóforgóvázának tengelytávolságát azonban a kkStB 106 sorozatéval azonos méretűre növelték. Az előbbikhez megegyezően 2140 mm futókör-átmérőjű, nikkelacél anyagú kapcsolt- és 1034 mm átmérőjű futókerékpárokkal készültek. A belső elrendezésű, szegecseléssel készült keret két Martin-folytvaslemez hossztartóból állt, melyeket elöl a mellgerenda ,hátul a kapocsszekrény kötött össze, közöttük pedig a forgócsapot is befogadó hengermerevítők és a felettük lévő szekrényes füstszekrénytartó, valamint mögötte függőleges folytvaslemez-kereszttartók (ún. keretkötők) merevítettek ki. A hossztartókon a tömegcsökkentés érdekében a füstszekrény alatt és a hajtótengely vonala előtt nagyméretű kivágásokat alkalmaztak. A tengelyágytokok keretvágásait acélöntésű ágyvezetékek merevítették és az ágytokok kopásai húzóékekkel után állíthatóak voltak. A kapcsolt kerékpárok rugóit, melyeket himbák kötöttek össze, a tengelyek alatt helyezték el. Az elülső futóforgóváz jobb futásminőség és a kedvezőbb terheléseloszlás érdekében tehát kkStB 106 sorozatéval azonos, 2700 mm-es tengelytávolsággal készült.  A főkeretben mereven ágyazott forgócsapot a forgóváz tengelytávolságának felezővonalánál kissé hátrébb helyezkedett el. A futókerékpárok rugói a tengelyek fölött voltak. A keret vonalvezetése nagyon hasonlított az Ie osztályú mozdonyéhoz és a kkStB 106 sorozatéhoz, egyedül a mellgerenda nyúlt az előbbiekéhez képest jóval előbbre, hogy a légtartályt elhelyezhessék alá. A mozdonysátor azonos volt az Ie osztályú mozdonyéval. A kazán méretei meghaladták nem csak a kkStB valamennyi 2'B, de a MÁV Im. osztályú 2'B1 tengelyelrendezésű mozdonyáét is.

### Segédberendezések
A mozdonyra Hardy-rendszerű légűrfékhengert szereltek. A féktuskók a mozdony első hajtott kerékpárját hátulról, a másodikat elölről fékezték, míg a futókerékpárok fékezetlenek voltak. A mivel a mozdonyokat a magyar vonalakról érkező vonatok továbbítására is szánták, ezért a vonatok fékezésére légnyomásos fékkel is ellátták. A sűrített levegőt egy, a füstszekrény jobb oldalán elhelyezett egyfokozatú légsűrítő termelte.  Kedvezőtlen tapadási viszonyok esetén Gresham–Rihosek-rendszerű, gőzzel működtethető homokoló juttatott homokot mindkét kapcsolt kerékpár elé. A homoktartály a mozdony két oldalán, a kapcsolt kerékpárok burkolatánál kialakított, a kkStB 106 sorozatéhoz hasonló szögletes tartályokban tárolták. A mozdonyokat hagyományos bajor rendszerű nagynyomású gőzfűtési berendezéssel látták el, Foster-rendszerű nyomáscsökkentő szeleppel kiegészítve.

### Szerkocsi

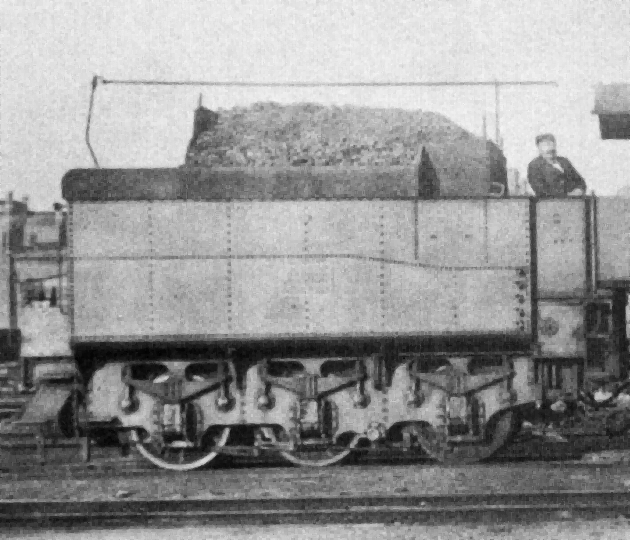
Az OMÁV 26 sorozatú mozdonyhoz kapcsolttal azonos típusú szerkocsi

A 26 sorozatú mozdonyokhoz az OMÁV egyik szabványos háromtengelyes szerkocsitípusát, a kkStB-nél később 72 sorozatúként jelölt szerkocsit kapcsolták. A külső keretes szerkocsi hossztartóit elöl a kapocsszekrény, hátul a vonószekrény kötötte össze. A szerkocsi szélső tengelytávja igen kicsiny, mindössze 2800 mm volt. A tengelyek távolsága eltérő, az 1.–2. tengely között 1,47 m, a 2.–3. tengely között 1,33 méteres volt. A tengelyek rugózását laprugók biztosították, melyeket egymással nem kötöttek össze. A víztartály tetején helyezkedett el a felülről nyitott szénférő. .

## Sorozatgyártás
A 26 sorozatú mozdonyokból 1902-ig összesen 16 példány készült, melyek mindegyikét az OMÁV saját gépgyára készítette. A járművek a 2601–2616 pályaszámokon álltak szolgálatba. Bár a mozdonyok kazánjának méretei tekintélyesek voltak (a Monarchia legnagyobb méretű kazánnal ellátott 2'B tengelyelrendezésű mozdonyai voltak), a kazán teljesítményét két kapcsolt kerékpárral még homokolás mellett sem lehetett megfelelően a szerkocsi vonóhorgára átvinni. Ezért 1902-től a mozdony áttervezett, 2'C tengelyelrendezésű változatát, a 36.5 sorozatot szerezték be.

## Pályafutásuk az első világháború végéig
Az OMÁV 1909-es osztrák államosítása után mozdonyok a kkStB-nél a 406.01–16 sorozat- és pályaszámokat kapták, míg a szerkocsikat a 72.02–17 számokon vette állagba. A járművek közül az első világháború kitörésekor
- 11 db Prága,
- 5 db Bécs Ost fűtőházhoz tartozott.

## Sorsuk az első világháború után
A mozdonyok működési területüknek megfelelően egy kivételével a ČSD állományába kerültek, majd 1922-ben a BBÖ a nála lévő 406.04 pályaszámú gépet is átadta. A ČSD az első években a korábbi sorozat- és pályaszámokon üzemeltette a járműveket. A Monarchia vasúttársaságai járműparkjának végleges felosztása után, 1925-ben bevezetett jelölési rendszerébe 14 mozdonyt vett fel, melyek eredeti számaik sorrendjében a 264.201–14 pályaszámokat kapták és fokozatosan szlovák fűtőházakhoz kerültek át, végül a legkeletebbi, kárpátaljai területeken szolgáltak. A mozdonyokat a ČSD folyamatosan selejtezte, 1939-re mindössze két példány, a 264.202 és 264.206 maradt állagban.
Az előbbi példányt a kárpátaljai magyar bevonuláskor került magyar tulajdonba, az utóbbit az első bécsi döntést követő járműátadások utolsó csoportjában 1940-ben vette át a MÁV. A két mozdonyt a MÁV 227,001–002 pályaszámokkal sorozta be az állagába, míg a szerkocsik a c típusjelet kapták.
A 227 sorozatú mozdonyok MÁV által engedélyezett vonatterheléseit az alábbi táblázat szemlélteti:
| A 227 sorozatú mozdonyok engedélyezett vonatterhelései | A 227 sorozatú mozdonyok engedélyezett vonatterhelései | A 227 sorozatú mozdonyok engedélyezett vonatterhelései | A 227 sorozatú mozdonyok engedélyezett vonatterhelései | A 227 sorozatú mozdonyok engedélyezett vonatterhelései | A 227 sorozatú mozdonyok engedélyezett vonatterhelései |
| Pálya- emelkedés                                       | 50 km/h                                                | 60 km/h                                                | 70 km/h                                                | 80 km/h                                                | 90 km/h                                                |
| ------------------------------------------------------ | ------------------------------------------------------ | ------------------------------------------------------ | ------------------------------------------------------ | ------------------------------------------------------ | ------------------------------------------------------ |
| 0– 3‰                                                  | 570 t                                                  | 420 t                                                  | 320 t                                                  | 250 t                                                  | 190 t                                                  |
| 3– 5‰                                                  | 510 t                                                  | 390 t                                                  | 300 t                                                  | 240 t                                                  | 180 t                                                  |
| 5– 7‰                                                  | 430 t                                                  | 350 t                                                  | 280 t                                                  | 220 t                                                  | 170 t                                                  |
| 8–10‰                                                  | 315 t                                                  | 270 t                                                  | 220 t                                                  | 180 t                                                  | 145 t                                                  |
| 14–16‰                                                 | 190 t                                                  | 180 t                                                  | 145 t                                                  | 120 t                                                  | 100 t                                                  |
| 25‰                                                    | 80 t                                                   | 80 t                                                   | 80 t                                                   | 75 t                                                   | 60 t                                                   |

A két mozdonyt 1940-ben Sátoraljaújhelyre, majd. 1941-ben Kassára állomásították. A második világháború végén a 227,001 Lengyelországba került, míg a 227,002 repartíciós állagúként nyilvántartva Miskolc fűtőházhoz tartozott. Az elavult mozdonyra ČSD nem tartott igényt, így azt a MÁV a típus utolsó tagjaként 1953-ban maga selejtezte.